# 上托雷茨凱
上托雷茨凱（烏克蘭語：Верхньоторецьке）是位於烏克蘭東部的市級鎮，由頓涅茨克州波克羅夫斯克區的奧切雷蒂內市鎮負責管轄。該鎮處於克里維托雷茨河畔，始建於1772年，面積2.59平方公里，海拔高度132米，2011年人口3,008。
2014年4月发生的顿巴斯战争，双方冲突的分隔线就在该镇的附近，冲突对军人和平民造成了伤亡。